# 櫻花桂冠
樱花桂冠（日语：サクラローレル），是日本純種競賽馬匹。生涯稱霸長途賽事，曾於1996年勝出春季天皇賞及有馬紀念。

## 出賽前
1991年5月8日於北海道靜內町（今新日高町）谷岡牧場出生，成長途中被牧場熟人、馬主全尚烈購入，馬主名義則採用其所經營的Sakura Commerce Co. Ltd.登錄。
其後交由美浦訓練中心練馬師境勝太郎訓練。

## 競賽生涯

### 4歲（現3歲）
由於成長途中被發現飛節無力等問題，因而延至1994年1月6日才出戰中山競馬場4歲新馬，由馬主Sakura Commerce Co. Ltd.合作多時的御用騎師小島太策騎。雖然賽前獲得第一人氣，但最終於漏閘加上直路失速的影響下，其以第九大敗。
1月15日再度出戰4歲新馬戰，但未能發揮實力之下以第三完賽。
其後考慮其腳部較爲軟弱，因而陣營決定安排其轉戰泥地賽事，出戰1月30日的4歲未勝利戰，最終於直路成功抽出外檔加速，以3馬位優勢取得首勝。
獲得首勝後，陣營以東京優駿（日本打吡）爲目標，因而安排其出戰衆多條件戰。雖然2月於春菜賞獲得第六，但其後便於兩場4歲500萬獎金以下條件戰分別獲得第二及第一的佳績。
4月30日出戰青葉賞，賽前次於若葉錦標第四Air Dublin及彌生賞第五Northern Polaris獲得第三人氣，比賽開始後，其保持於中團後方位置追走，進入直路後於內欄位置準備加速，但受到前方馬匹失速的影響下，其衝刺道路被阻擋，最終未能超越前方的Air Dublin及Northern Polaris取得第三。
雖然其於青葉賞表現優秀且取得打吡的優先出賽權，然而賽後出現球節炎的症狀，陣營無奈之下只好放棄出戰打吡的計劃，安排其接受笹針治療及進入休養。
9月4日於條件戰佐渡錦標復出，於其中獲得第三的不俗戰績。
其後以菊花賞爲目標出戰前哨戰聖烈特紀念，但受到大爛地所限而未能最大程度衝刺，最終失速之下以第八完賽。
其後爲了累積足夠獎金出戰菊花賞，陣營安排其出戰條件戰六社特別，卻於比賽途中被第七人氣伏兵Birthroot一放到底，最終以1 3/4馬位差距落敗。
未能取得足夠獎金的櫻花桂冠無法成功躋身菊花賞的參賽行列，因而於秋季餘下賽事以累積獎金爲目標出戰條件戰。其先於10月的秋興特別以凌厲的姿態奪得第二，及後更於比良山特別及冬至錦標斬獲二連勝並晉升公開組。

### 5歲（現4歲）
1995年1月5日出戰東部金盃作爲年度首戰，賽前次於同期的越位陷阱取得第二人氣。比賽開始後，其無視前方以快步速領放的Brand Noble於中團位置追走，並一直保持穩定的節奏。通過第三彎道時其抽出外檔，趁先行集團失速的時機向前蠶食。進入直路後，其和越位陷阱以平頭姿態衝出，但櫻花桂冠此時經已進入衝刺狀態，其於直路中段不斷突放之下成功獨走，最終以2 1/2馬位拋離越位陷阱奪得首個分級賽冠軍。
其後爲春季天皇賞作準備而出戰目黑紀念，成功獲得第一人氣。比賽開始後，其處於中團位置等待時機，通過第三彎道後開始爬升並於第四彎道進佔有利位置。進入直路後，其率先發力衝出領先，但隨後於和後上馬Hagino Real King的纏鬥中處於下風，最終以頸位差距落敗得第二。
完成目黑紀念後以春季天皇賞爲目標調整，然而於4月23日訓練途中跌倒骨折，檢查過後被判定爲嚴重程度可引致比賽能力喪失甚至危及生命的兩邊前腳第三掌骨骨折。但應陣營得悉其情況情況後並未放棄對櫻花桂冠的希望，完成治療確保其生命安全後，陣營方面任命主戰騎師小島太之子小島良太接替退休的佐佐木里司擔任馬房助理，並於休養期間悉心照顧以確保櫻花桂冠的恢復程度。

### 6歲（現5歲）
經歷長達1年1個月的休養，其於1996年3月10日在中山紀念復出。由於此時主戰騎師小島太退役從練，因而於馬房助理小島良太的引薦下改由橫山典弘作爲新一任主戰騎師。比賽開始後，第一人氣的上年度皋月賞馬真誠保持於中團靠後位置，櫻花桂冠則於後方等待時機。通過第三彎道時，騎師橫山指揮其出抽出外檔並進行加速，進入直路後儘管前方的馬匹紛紛加速，但櫻花桂冠仍然於轟出恐怖的後600米34.8秒末腳將所有對手超越，最後更拉開第二的真誠1 3/4馬位，以第九人氣爆冷的姿態奪得冠軍。
4月21日出戰春季天皇賞，由將和同期的經典三冠馬成田拜仁及於上年度勇奪菊花賞加上有馬紀念的摩耶重炮對決。比賽開始後，其於較慢步速的流向中選擇停留中團左右的位置，並於通過第三彎道後爬升至到第五。通過最後彎道時候，成田拜仁貼近處於前方的摩耶重炮，櫻花桂冠則於兩駒後方準備發力。進入直路後，雖然前方的成田拜仁及摩耶重炮仍然保持優秀，但此時櫻花桂冠於外檔位置瞬間加速開始衝刺，再度爆發恐怖的末腳之下超越兩駒，其後更於現場旁述員杉本清的一句：「再次是櫻花！櫻花再度於京都競馬場盛開！櫻花在此盛開！櫻花桂冠！」（またサクラだ！またサクラが満開になる京都競馬場！サクラが満開だ！サクラロレル！）下[a]，以拉開成田拜仁2 1/2馬位的姿態奪得首個一級賽冠軍。
9月15日放草過後出戰產經賞，僅次於寶塚紀念冠軍摩耶重炮奪得第二人氣，比賽開始後，其處於中團位置逐步追走，通過第四彎道時候開始爬升。進入直路後，其無視軟地的影響於內欄位置突進入，最終超越前方的摩耶重炮以2 1/2馬位優勢取得冠軍。
其後出戰秋季天皇賞，比賽初段因漏閘而需要於後方追走，進入直路因抽入內檔而被阻塞於馬群之中，最終未能最上前方的吹波糖及摩耶重炮之下以第三完賽。
12月22日出戰有馬紀念，賽前以2.2倍獨贏賠率壓過摩耶重炮及美麗週日獲得第一人氣。比賽開始後其由第6檔展開推進，進佔中團內欄的位置。進入直路後，前方的摩耶重炮及美麗週日展開激烈的纏鬥，以櫻花桂冠則再度於外檔位置加速衝刺，最終瞬間超越兩駒之下進入獨走狀態，以2 1/2馬位優勢奪得冠軍。
年末，由於其以凌厲的姿態勝出春季天皇賞及有馬紀念，於評選中以全票183票當選最佳5歲及以上雄馬，亦以近乎全票的179票當選日本馬王。

### 7歲（現6歲）
1997年2月28日練馬師境勝太郎因年老退役，適逢櫻花桂冠第一任主戰騎師小島太開倉之下，其順利過渡至小島馬房繼續現役。
被轉移至小島馬房後，其因爲有馬紀念中組成的輕度骨折繼續休養，並於4月27日的春季天皇賞復出。比賽開始後，其停留於中團位置等待時機，進入直路後開始加速佔據先頭位置並和美麗週日展開爭奪。但此時後方的摩野重炮以極恐怖的末腳速度衝刺，最終櫻花桂冠被摩耶重炮超越落敗。順帶一提，本場比賽包括其在內的頭六匹賽駒均跑出打破世界草地3200米賽道紀錄的時間，以頭馬摩耶重炮更以3分14.4秒的時間將米浴於1993年春季天皇賞所創造的紀錄推前2.7秒，因而本賽事作爲日本賽馬史上的名勝負獲得極高評價。
其後陣營決定安排其遠征法國，以凱旋門大賽爲目標，因而出戰前哨戰福伊錦標作爲熱身。雖然比賽初段其成功搶佔位置於第三左右的位置展開推進，但進入直路後一直失速後退，最終以第八完賽。
賽後本次比賽的騎師武豐發覺步伐異常下馬，因而於9月15日進行詳細檢查，最終被診斷出右前腳肌腱斷裂。由於此病徵對於馬匹而言爲重傷，因而當地獸醫提出直接用藥對其處於安樂死，所幸略懂法語的馬房助理小島良太立即駁斥並阻止，櫻花桂冠才避免客死異鄉的結局。最終陣營判斷過後決定避戰凱旋門大賽並安排其退役，亦於回國後的12月20日在中山競馬場舉行退役儀式。

### 詳細賽績
| 日期       | 舉辦國家 | 馬場 | 距離   | 級別 | 賽事名稱         | 負重 | 騎師     | 馬號 | 出馬 | 名次 | 時間   | 頭馬（二馬）        |
| ---------- | -------- | ---- | ------ | ---- | ---------------- | ---- | -------- | ---- | ---- | ---- | ------ | ------------------- |
| 6/1/1994   | 日本     | 中山 | 草1600 |      | 4歲新馬          | 55   | 小島太   | 7    | 15   | 9    | 1:37.9 | Shine Ford          |
| 15/1/1994  | 日本     | 中山 | 草1600 |      | 4歲新馬          | 55   | 小島太   | 13   | 13   | 3    | 1:37.8 | Matsu Brillante     |
| 30/1/1994  | 日本     | 東京 | 泥1400 |      | 4歲未勝利        | 55   | 小島太   | 6    | 14   | 1    | 1:26.6 | （Cyclennon Volk）  |
| 19/2/1994  | 日本     | 東京 | 草1600 |      | 春菜賞           | 55   | 小島太   | 10   | 12   | 6    | 1:35.9 | Indeed Slew         |
| 6/3/1994   | 日本     | 中山 | 泥1800 |      | 4歲500萬獎金以下 | 55   | 柏兆雷   | 3    | 7    | 2    | 1:54.1 | 大樹狂風            |
| 26/3/1994  | 日本     | 中山 | 泥1800 |      | 4歲500萬獎金以下 | 55   | 小島太   | 7    | 10   | 1    | 1:53.9 | （Candle Time）     |
| 30/4/1994  | 日本     | 東京 | 草2400 | GIII | 青葉賞           | 56   | 小島太   | 9    | 17   | 3    | 2:28.9 | Air Dublin          |
| 4/9/1994   | 日本     | 新潟 | 草2000 |      | 佐渡錦標         | 56   | 小島太   | 5    | 9    | 3    | 2:01.3 | Daigo Soul          |
| 25/9/1994  | 日本     | 中山 | 草2200 | GII  | 聖烈特紀念       | 56   | 的場均   | 9    | 11   | 8    | 2:17.0 | Wind Fields         |
| 15/10/1994 | 日本     | 東京 | 草1800 |      | 六社特別         | 56   | 小島太   | 6    | 9    | 2    | 1:47.5 | Birthroot           |
| 30/10/1994 | 日本     | 東京 | 草2000 |      | 秋興特別         | 55   | 小島太   | 6    | 10   | 2    | 2:01.5 | Brand Michele       |
| 20/11/1994 | 日本     | 京都 | 草2200 |      | 比良山特別       | 55   | 小島太   | 1    | 7    | 1    | 2:14.1 | （Mejiro Suzumaru） |
| 18/12/1994 | 日本     | 中山 | 草2500 |      | 冬至錦標         | 56   | 小島太   | 14   | 14   | 1    | 2:33.5 | （Hayate Magician） |
| 5/1/1995   | 日本     | 中山 | 草2000 | GIII | 東部金盃         | 55   | 小島太   | 11   | 16   | 1    | 2:00.5 | （Golden Eye）      |
| 19/2/1995  | 日本     | 東京 | 草2500 | GII  | 目黑紀念         | 56.5 | 小島太   | 4    | 12   | 2    | 2:31.2 | Hagino Real King    |
| 10/3/1996  | 日本     | 中山 | 草1800 | GII  | 中山紀念         | 57   | 横山典弘 | 5    | 15   | 1    | 1:47.2 | （真誠）            |
| 21/4/1996  | 日本     | 京都 | 草3200 | GI   | 春季天皇賞       | 58   | 横山典弘 | 1    | 16   | 1    | 3:17.8 | （成田拜仁）        |
| 15/9/1996  | 日本     | 中山 | 草2200 | GII  | 產經賞           | 59   | 横山典弘 | 9    | 9    | 1    | 2:16.7 | （Fashion Show）    |
| 27/10/1996 | 日本     | 東京 | 草2000 | GI   | 秋季天皇賞       | 58   | 横山典弘 | 16   | 17   | 3    | 1:58.9 | 吹波糖              |
| 22/12/1996 | 日本     | 中山 | 草2500 | GI   | 有馬紀念         | 56   | 横山典弘 | 6    | 14   | 1    | 2:33.8 | （美麗週日）        |
| 27/4/1997  | 日本     | 京都 | 草3200 | GI   | 春季天皇賞       | 58   | 横山典弘 | 8    | 16   | 2    | 3:14.6 | 摩耶重炮            |
| 14/9/1997  | 法國     | 隆尚 | 草2400 | GIII | 福伊錦標         | 58   | 武豐     | 1    | 8    | 8    | 2:32.4 | Yokohama            |

a 此名言一般被認爲引用自1987年菊花賞櫻花星王衝線時同樣由杉本清說出的句子

## 退役後
退役後，櫻花桂冠成爲了配種馬，於北海道靜內町（今新日高町）靜內Stallion Station休養，在1998年進行配種。首批子嗣於1999年出生。首批子嗣可於2001年出賽。2002年1月13日，Roman Empire在京成盃取勝，成爲首批勝出分級賽的賽駒。雖然作爲父系其子嗣未有一級賽優勝，但作爲母父其則有良好的表現，如勝出帝王賞、川崎紀念及日本育馬場盃經典賽等泥地一級賽的渾身勇氣正是其外孫。
2005因靜內Stallion Station倒閉而被轉移至同町的Arrow Stud繼續配種，2010年再度被轉移至同町的新和牧場。
2012年配種季過後，其由配種馬退役並於新和牧場進行養老生活。
2020年1月24日，其因衰老以29歲的高齡死亡。

### 主要子嗣

#### 分級賽優勝子嗣
1999年生
- Roman Empire（京成盃）

2000年生
- Shinko Ruby（花仙錦標）
- Sakura Century（日經新春盃、阿根廷共和國盃）

2004年生
- Long Pride（麒麟錦標）

## 血統簡介
父系追逐彩虹爲美國生產的英國賽駒，生涯戰績彪炳，曾勝出加冕盃及凱旋門大賽。祖父害羞新郎爲法國賽駒，生涯戰績優秀，曾勝出法國二千堅尼等五項一級賽。
母系Lola Lola爲法國賽駒，生涯戰績不俗，曾於一場表列賽跑獲第三。外祖父Saint Cyrien亦爲法國賽駒，生涯戰績優秀，曾於法國準則大賽獲得優勝。

### 血統表
| 父線：害羞新郎系（Red God系）     |                              |                |                 |
| 種馬 追逐彩虹 1981年（棗色）      | 害羞新郎 1974年（栗色）      | Red God        | Nasrullah       |
| 種馬 追逐彩虹 1981年（棗色）      | 害羞新郎 1974年（栗色）      | Red God        | Spring Run      |
| 種馬 追逐彩虹 1981年（棗色）      | 害羞新郎 1974年（栗色）      | Runaway Bride  | Wild Risk       |
| 種馬 追逐彩虹 1981年（棗色）      | 害羞新郎 1974年（栗色）      | Runaway Bride  | Aimee           |
| 種馬 追逐彩虹 1981年（棗色）      | I Will Follow 1975年（棗色） | Herbager       | Vandale         |
| 種馬 追逐彩虹 1981年（棗色）      | I Will Follow 1975年（棗色） | Herbager       | Flagette        |
| 種馬 追逐彩虹 1981年（棗色）      | I Will Follow 1975年（棗色） | Where You Lead | Raise a Native  |
| 種馬 追逐彩虹 1981年（棗色）      | I Will Follow 1975年（棗色） | Where You Lead | Noblesse        |
| 繁殖雌馬 Lola Lola 1985年（栗色） | Saint Cyrien 1980年（棗色）  | Luthier        | Klairon         |
| 繁殖雌馬 Lola Lola 1985年（栗色） | Saint Cyrien 1980年（棗色）  | Luthier        | Flute Enchantee |
| 繁殖雌馬 Lola Lola 1985年（栗色） | Saint Cyrien 1980年（棗色）  | Severs         | 河人            |
| 繁殖雌馬 Lola Lola 1985年（栗色） | Saint Cyrien 1980年（棗色）  | Severs         | Saratoga        |
| 繁殖雌馬 Lola Lola 1985年（栗色） | Bold Lady 1974年（栗色）     | Bold Lad       | 勇者帝王        |
| 繁殖雌馬 Lola Lola 1985年（栗色） | Bold Lady 1974年（栗色）     | Bold Lad       | Misty Morn      |
| 繁殖雌馬 Lola Lola 1985年（栗色） | Bold Lady 1974年（栗色）     | Tredam         | High Treason    |
| 繁殖雌馬 Lola Lola 1985年（栗色） | Bold Lady 1974年（栗色）     | Tredam         | Damasi          |
| 雌系：號族：14                    |                              |                |                 |
| 五代內近親交配：Nasrullah 4×5     |                              |                |                 |

## 命名由來
名字中Sakura（サクラ）是馬主Sakura Commerce Co. Ltd.的冠名，出自其公司名字，意思即是「櫻花」，Laurel（ローレル）則是古希臘時代授予古代奧運會冠軍的月桂冠。

## 外部連結
- 櫻花桂冠 netkeiba.com （页面存档备份，存于）
- 血統表 （页面存档备份，存于）